# Dicranota (Amalopina) hyalipennis
Dicranota (Amalopina) hyalipennis is een tweevleugelige uit de familie Pediciidae. De soort komt voor in het Palearctisch gebied.